# Герб Устинівського району
Герб Усти́нівського райо́ну — один з офіційних символів Устинівського району Кіровоградської області. Автор проекту, художнього зображення та опису символіки — В. Кривенко.

## Історія
Символіка району розроблялась Кіровоградським обласним відділенням Українського геральдичного товариства. Відповідно до довідки з історії Устинівського району було підготовано кілька варіантів ескізів герба та прапора.
Герб затверджений рішенням VIII сесії Устинівської районної ради XXIV скликання № 115 від 12 вересня 2003 року.

## Опис
| Щит вигнуто-перетятий, у верхньому синьому полі вісім золотих колосків, у нижньому золотому — над трьома переплетеними синіми кроквами летить чорний сокіл-боривітер з червоним дзьобом. |
Щит обрамований картушем з зелених дубових гілок, оповитим червоною стрічкою із золотим девізом «Праця та добробут». Картуш увінчаний стилізованою зеленою листяною композицією з жовтою восьмипелюстковою квіткою.

## Пояснення символіки
Вигнуто-перетятий поділ щита зумовлений розташуванням Устинівського району в південній частині Кіровоградщини, в теплій сприятливій агрокліматичній зоні. Золоте поле та вісім золотих колосків мають вигляд сонця, що символізує хліборобство — основну галузь господарства району.
Гнізда боривітра степового — птаха, занесеного до Червоної книги України, що зображений в центрі гербового щита, були виявлені в природних заповідниках району. Сокіл на фоні золотого сонця символізує велич духу, перемогу, світло та свободу — чесноти, притаманні пращурам мешканців району та сучасникам. Окрім того, цей символ завжди ототожнювався з образом козака — захисника християнської віри та рідної землі.
Сині переплетені крокви символізують три річки, що протікають територією району — Інгул та його притоки Березівку і Сагайдак. Загальний силует переплетених крокв нагадує кургани і свідчить про наявність давніх могильників на території краю.
Синій колір в гербі символізує духовність та вірність, золото — велич та багатство.